# Ferreira Gomes
Ferreira Gomes este un oraș în statul Amapá (AP) din Brazilia.